# Badanie pełne
Badanie pełne, lub całościowe, to w naukach społecznych pomiar interesujących badacza parametrów w całej populacji w odróżnieniu od częściowego badania fragmentarycznego. 
Badanie pełne przeprowadzane jest zazwyczaj na małych grupach, bądź z innych przyczyn. Przykładem badania całościowego (na populacji głosujących, a nie wszystkich uprawnionych do głosowania) są wybory. Warto zauważyć, że badania pełne często pociągają za sobą duże koszty (w bardzo dużych populacjach), bądź mają charakter niszczący (na przykład badanie wytrzymałości zderzaka samochodowego).
Wybory są też dobrą okazją weryfikacji wiarygodności badań statystycznych w postaci sondaży przedwyborczych. Okazję taką stwarzają mechanizmy wyborcze, w przypadku wyborów powszechnych demokratyczne podstawy prawne ustroju państwa, które nakazują ponieść określone (wysokie) koszty w celu wyłonienia władzy ustawodawczej.